# میمیک دیاگرام
میمیک دیاگرام یا نمودار مقلد (به انگلیسی: Mimic diagram) نوعی نمایش تصویری از طبیعت و ساختار ماشین‌آلات است. در میمیک دیاگرام‌ها از رنگ‌های مختلف برای مشخص‌کردن بخش‌های مختلف سیستم استفاده می‌شود و وضعیت قسمت‌ها گوناگون (مثلاً نمایش باز یا بسته بودن شیرها، سطح مواد داخل مخزن، خطوط فعال و غیرفعال و…) را با کمک  چراغ‌های نشانگر وضعیت نمایش می‌دهند. میمیک‌دیاگرام در ایستگاه کنترل مرکزی سامانه‌های تولیدی بزرگ استفاده می‌شود و به بکارگیری تجهیزات را آسان می‌کند.
نمودارهای میمیک تعاملی خوب معمولاً نیازمند استفاده تعداد قابل توجهی از ورودی/خروجی‌های پی‌ال‌سی هستند که می‌تواند بر هزینهٔ تمام‌شده پروژه تأثیر زیادی بگذارد. استفاده از میمیک‌دیاگرام در کارخانه‌ای که از دی‌سی‌اس برای کنترل استفاده می‌کند نیازمند استفاده از تعداد زیادی از ورودی و خروجی‌های دی‌سی‌اس خواهد بود که کاملاً غیراقتصادی است و در صورت لزوم بهتر است از یک پی‌ال‌سی ویژه برای آن استفاده شود و ارتباط میمیک‌دیاگرام با دی‌سی‌اس به واسطهٔ پی‌ال‌سی انجام گیرد. امروزه میمیک‌دیاگرام‌ها رفته‌رفته جای خود را به پایانه‌های ویدئویی همراه با صفحه‌کلید می‌دهند.
یکی از کاربردهای این نمودارها در اتاق‌های کنترل سیستم‌های قدرت است که به صورت یک نقشهٔ تک‌خطی از شبکهٔ قدرت تهیه می‌شوند. نمودار میمیک می‌تواند یک تصویر کلی از پیکربندی سامانه و وضعیت مدارشکن‌ها به دست دهد و کارور می‌تواند با یک نگاه وضعیت کلی سامانه را متوجه شود. تختهٔ میکیک شامل دستگاه‌های مختلفی از جمله فرکانس‌متر، میزان تقاضا در بخش‌های راهبردی، سطح ولتاژ باس‌ها و خط‌های مختلف، تبادل توان بین بخش‌های مختلف و… می‌شود. برای نمایش وضعیت مدارشکن از نشانگرهای لامپی استفاده می‌کنند و گاهی بارها را نیز با استفاده از نشانگرهای نوری مشخص می‌کنند به صورتی که حجم و جهت پخش بار در شبکه را نمایش دهند. برای نمایش اضافه‌بار می‌توان از چراغ‌ها/سیگنال‌های ویژه استفاده کرد. این نمودارهای برای وضعیت‌های اضطراری سامانه هم قابل استفاده هستند.